# Långnospailona
Långnospailona (Centroscymnus crepidater) är en hajart som först beskrevs av Barbosa du Bocage och de Brito Capello 1864.  Långnospailona ingår i släktet Centroscymnus och familjen håkäringhajar. Inga underarter finns listade i Catalogue of Life.
Denna haj har flera från varandra skilda populationer i alla hav. Den når ett djup av 2080 meter. De största exemplaren är 150 cm långa. Honor blir könsmogna vid en längd av 77 till 88 cm och hannar vid en längd av 60 till 68 cm. Äggen kläcks inuti honans kropp. Per kull föds upp till 9 ungar som är 28 till 35 cm långa vid födelsen. Honor blir könsmogna efter 20 år och de kan leva 54 år.
'Långnospailona fiskas och den hamnar som bifångst i fiskenät. IUCN uppskattar att hela populationen minskade med 20 till 30 procent under de gångna 110 åren (räknad från 2019) och listar arten som nära hotad (NT).